# Tjorven, Båtsman och Moses
Tjorven, Båtsman och Moses är en svensk film från 1964 i regi av Olle Hellbom. Filmen är den första av fyra filmer baserade på karaktärerna från TV-serien Vi på Saltkråkan.

## Handling
Tjorven får en sälunge av Vesterman som han fångat i sina nät, då han själv inte har någon användning av den. Alla barnen på Saltkråkan hjälps åt att ta hand om sälen som döps till Moses. Samtidigt har en ny gäst kommit till Saltkråkan; den stilige Peter Malm, med ögon för Malin, som jobbar på Zoologiska Institutionen i Uppsala som behöver en säl. Vesterman försöker sälja sälen till Peter, men är tveksam. Barnen gillar inte idén om att sälja Moses och gör allt för att förhindra planerna.

## Om filmen
Filmen är inspelad på Norröra och hade premiär den 24 oktober 1964. Den är barntillåten.
Filmen fick tre uppföljare: Tjorven och Skrållan (1965), Tjorven och Mysak (1966) och Skrållan, Ruskprick och Knorrhane (1967).

## Rollista
- Torsten Lilliecrona - Melker Melkersson
- Louise Edlind - Malin Melkersson
- Torsten Wahlund - Peter Malm
- Stephen Lindholm - Pelle Melkersson
- Björn Söderbäck - Johan Melkersson
- Urban Strand - Niklas Melkersson
- Bengt Eklund - Nisse Grankvist
- Eva Stiberg - Märta Grankvist
- Lillemor Österlund - Teddy Grankvist
- Bitte Ulvskog - Freddy Grankvist
- Maria Johansson - Maria "Tjorven" Grankvist
- Siegfried Fischer - gubben Söderman
- Kristina Jämtmark - Stina
- Manne Grünberger - fiskaren Vesterman[2]

## Musik i filmen
Texten till "Vår på Saltkråkan" som sjungs av Kristina Jämtmark och Maria Johansson är skriven av Astrid Lindgren och musiken är av Ulf Björlin. Den visa som barnen sjunger "Världen är en sorgeö" är en variant av Bellmans Vaggvisa för min son Carl.

## Utmärkelser
- 1965 – Filmfestivalen i Venedig – San Marcolejonet, Olle Hellbom